# Egy hétvége vidéken
Az Egy hétvége vidéken (A Weekend in the Country) a Született feleségek (Desperate Housewives) című amerikai filmsorozat negyvenkilencedik epizódja. Az Amerikai Egyesült Államokban először az ABC (American Broadcasting Company) adó sugározta 2006. október 8-án.

## Az epizód cselekménye
Bree és Orson örömmámorban úszva várakoznak a repülőtéren, hogy a nászútjukra induljanak, amikor is Bree meghökkentő riportot lát a tévében. A műsorban hajléktalan gyermekekről van szó, és éppen Andrew-t faggatják sanyarú gyermekkoráról. Orson Hodge pedig ezúttal kénytelen tudomásul venni, hogy a mézesheteknek lőttek – minden értelemben. A nyaralások hétvégéje volt a Lila Akác közben, és mindenki csomagolt, abban a reményben, hogy megszabadul a mindennapjaitól. Lynette a házasságában egy csak gyűlő feszültségektől menekült, Gabrielle pedig egy egyre durvábban alakuló válóper elől. Susan eközben az egyre csak súlyosbodó bűntudata elől próbált elbujdosni.

## Mellékszereplők
- Dougray Scott – Ian Hainsworth
- Kiersten Warren – Nora Huntington
- Michelle Pierce – Tammy Sinclair
- Jesse Metcalfe – John Rowland
- Christine Clayburg – A riporter
- Ralph Cole, Jr. – A transzexuális
- Bryna Weiss – Nő

## Mary Alice epizódzáró monológja
- A narrátor, Mary Alice monológja az epizód végén így hangzik (az angol szövegből fordítva):

„Mindannyian viszünk magunkkal valamit. Na persze, jó, ha együtt utazunk valakivel, aki képes enyhíteni a terhen. De általában könnyebb egyszerűen csak ledobni azt, amit addig hurcoltunk, hogy hazaérhessünk annyival is előbb. Feltételezve persze, hogy lesz valaki, aki tárt karokkal fogad, amikor megérkezünk. Miért ragaszkodunk úgy a csomagunkhoz, még akkor is, mikor kétségbeesetten próbálunk továbblépni? Mert mindannyian tudjuk jól, hogy megeshet, túl hamar engedjük el."

## Epizódcímek szerte a világban
- Angol: A Weekend in the Country (Egy hétvége vidéken)
- Francia: Un week-end d’évasion (Hétvégi kitérő)
- Német: Ein Wochenende auf dem Lande (Egy hétvége vidéken)
- Olasz: Weekend in campagna (Vidéki hétvége)
- Spanyol: Fin de semana en el campo (Vidéki hétvége)